# Гонсалес, Эсекьель
Эсекье́ль «Э́ки» Гонса́лес (исп. Ezequiel "Equi" González; род. 10 июля 1980 в Росарио) — аргентинский футболист, выступавший за клубы Аргентины, Италии, Бразилии, Греции и Эквадора.

## Биография
Гонсалес родился в Росарио и начал заниматься футболом в школе одного из двух главных клубов этого города, «Росарио Сентраля». Он дебютировал на профессиональном уровне в 1997 году, на Гиганте де Аройито в матче, в котором «Сентраль» разгромил «Индепендьенте» со счётом 4:0. В следующем году Эки дошёл с «Росарио Сентралем», руководимым Эдгардо Баусой, до финала Кубка КОНМЕБОЛ, а в Апертуре 1999 года помог провинциальной команде стать вице-чемпионом Аргентины. Вскоре финансовое положение «Росарио Сентраля» стало катастрофическим, над клубом нависла угроза банкротства, и он был вынужден продавать своих лидеров — Эки отправился в итальянскую «Фиорентину».
Однако в Италии у аргентинца игра не пошла, тем более что сама «Фиорентина» стала испытывать финансовые трудности, и спустя год Эсекьель отправился в «Боку Хуниорс», с которой в 2003 году завоевал Кубок Либертадорес. Во второй половине года он выступал в родном «Росарио Сентрале», а затем был продан в греческий «Панатинаикос». Эки стал настоящим идолом для болельщиков «Пао», поскольку в первый же сезон внёс большой вклад в «Золотой дубль» — победу в чемпионате и Кубке Греции, причём, это был первый чемпионский титул для «Панатинаикоса» за 7 лет. В том же году Гонсалес блеснул в игре Лиги чемпионов УЕФА, забив два красивых гола в ворота чемпиона Норвегии «Русенборга». В 2006 году Эки получил тяжёлую травму в товарищеском матче, из-за чего провёл лишь 1 игру в сезоне 2006/07.
27 июня 2008 года Гонсалес во второй раз в карьере вернулся в «Росарио Сентраль». Он подписал однолетний контракт с родной командой, а по окончании сезона перешёл на правах свободного агента во «Флуминенсе». В Бразилии Эки играл не часто, но он также внёс свой вклад в итоговую победу «Флу» в чемпионате страны в 2010 году. В 2011 году Гонсалес перешёл в ЛДУ Кито, где воссоединился с одним из своих первых тренеров, Эдгардо Баусой. В том году Гонсалес помог своей команде дойти до финала Южноамериканского кубка. В чемпионате ЛДУ финишировал четвёртым. По окончании сезона Эки объявил о завершении карьеры футболиста.

## Титулы
- Чемпион Бразилии (1): 2010
- Чемпион Греции (1): 2004
- Вице-чемпион Аргентины (1): 1999 (Апертура)
- Обладатель Кубка Греции (1): 2004
- Обладатель Кубка Либертадорес (1): 2003
- Финалист Кубка КОНМЕБОЛ (1): 1998
- Финалист Южноамериканского кубка (1): 2011